# Hockey Sarzana
El Hockey Sarzana, también conocido como Gamma Innovation Hockey Sarzana por razones de patrocinio, es un club de hockey sobre patines de la localidad italiana de Sarzana, en la región de la Liguria. Fue fundado en el año 1993 y actualmente milita en la Serie A1 italiana.
El club alternó durante las décadas de los años 90 y 2000 su participación en la Serie B y la Serie A2, hasta su ascenso a la Serie A1 en 2009, en la que viene jugando de forma ininterrumpida.
Entre sus logros deportivos más destacados figuran una Copa de Italia en 2022, tras derrotar al Hockey Club Forte dei Marmi, dos Copas Federación (antigua Copa de la Liga) en 2018 y 2019, ganadas ambas ante el Hockey Bassano, así como la disputa de la final de la World Skate Europe Cup de la temporada 2018/19 y la de la temporada 2020/21, en las que cayó derrotado por el CE Lleida.

## Palmarés
- 2 Federation Cup (2018, 2019)
- 1 Copa de Italia (2022)

## Plantilla 2022-2023
| - Davide Borsi - Mattia Rispogliati - Andrea Perroni - Mirko Tognacca - Bruno Alonso - Jerónimo García |  | - Facundo Ortiz - Francesco de Rinaldis - Sergio Festa - Simone Corona (portero) - Alessio Bianchi (portero) |